# Mermis nigrescens
Mermis nigrescens is een parasitaire rondworm die behoort tot de orde Mermithida. De soort komt voor in Noord- en Zuid-Amerika, Europa, Azië, Tasmanië en sporadisch in Afrika. De rondworm parasiteert insecten, vooral sprinkhanen. Melanoplus bivittatus, Melanoplus femurrubrum, Melanoplus sanguinipes, Hesperotettix viridis, en Schistocerca gregaria worden veel geparasiteerd. Van Mermis nigrescens komen zowel mannetjes en vrouwtjes als hermafrodiete exemplaren voor. Mermis nigrescens lijkt veel op de paardenhaarworm, maar dat is geen rondworm en behoort tot de Nematomorpha. Paardenhaarwormen zijn echter langer met een uniforme donkere kleur en  versmallen niet naar de uiteinden.
Het mannetje is 4 tot 6 centimeter lang en het vrouwtje meer dan 20 centimeter. Het lichaam is lichtbruin en het vrouwtje heeft een donkere streep over de lengte van het lichaam door de aanwezigheid van de tot 14.000 eieren. Het lichaam is glad en wordt smaller naar de kop en naar de staart. De kop en de staart zijn afgerond. De rondworm heeft een zeer dikke cuticula, vier koppapillen, vier lippapillen en twee zijdelings geplaatste amfiden. Het vrouwtje heeft en S-vormige vagina en het mannetje heeft twee spicula.
De vrouwelijke Mermis nigrescens-rondworm heeft slechts een oog, waarvan de bouw afwijkt van de ogen van rondwormen die er twee hebben. Deze ogen bevatten melanine als schaduwpigment, terwijl dat bij Mermis nigrescens oxyhemoglobine bevat. Het oog van Mermis nigrescens bestaat uit een holle cilinder. en het rode pigment binnenin is hemoglobine. Deze hemoglobine, meestal als oxyhemoglobine, is dicht geconcentreerd in kristallijne vorm. De cilinder is een ocellus met een soort hoornvlies.
Mermis nigrescens heeft coelomyariane spiercellen. Hierbij zijn de spiervezels aangrenzend en loodrecht op de hypodermis en strekken ze zich langs verschillende kanten langs de spiercellen uit.

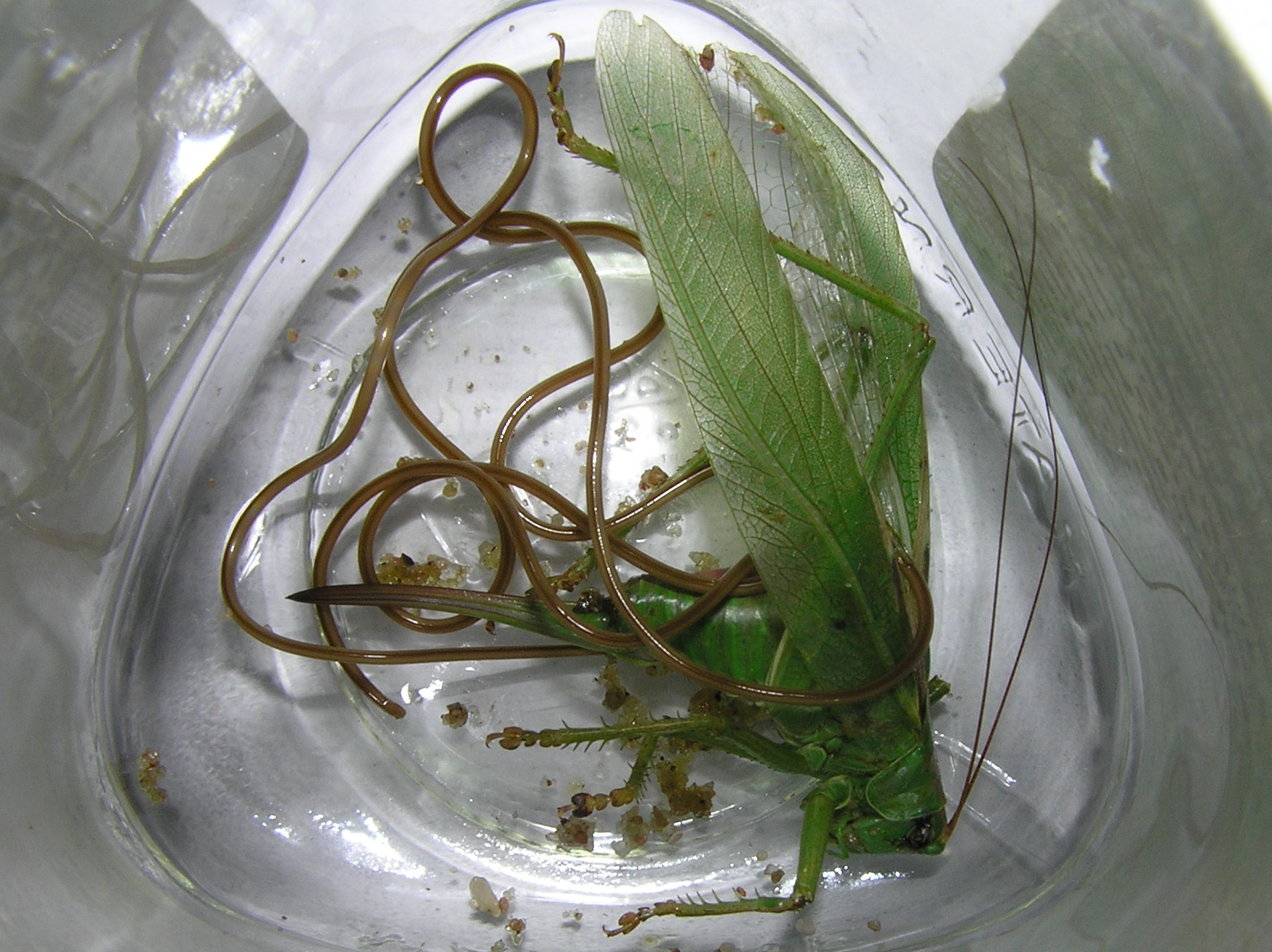
Rondworm op grote groene sabelsprinkhaan
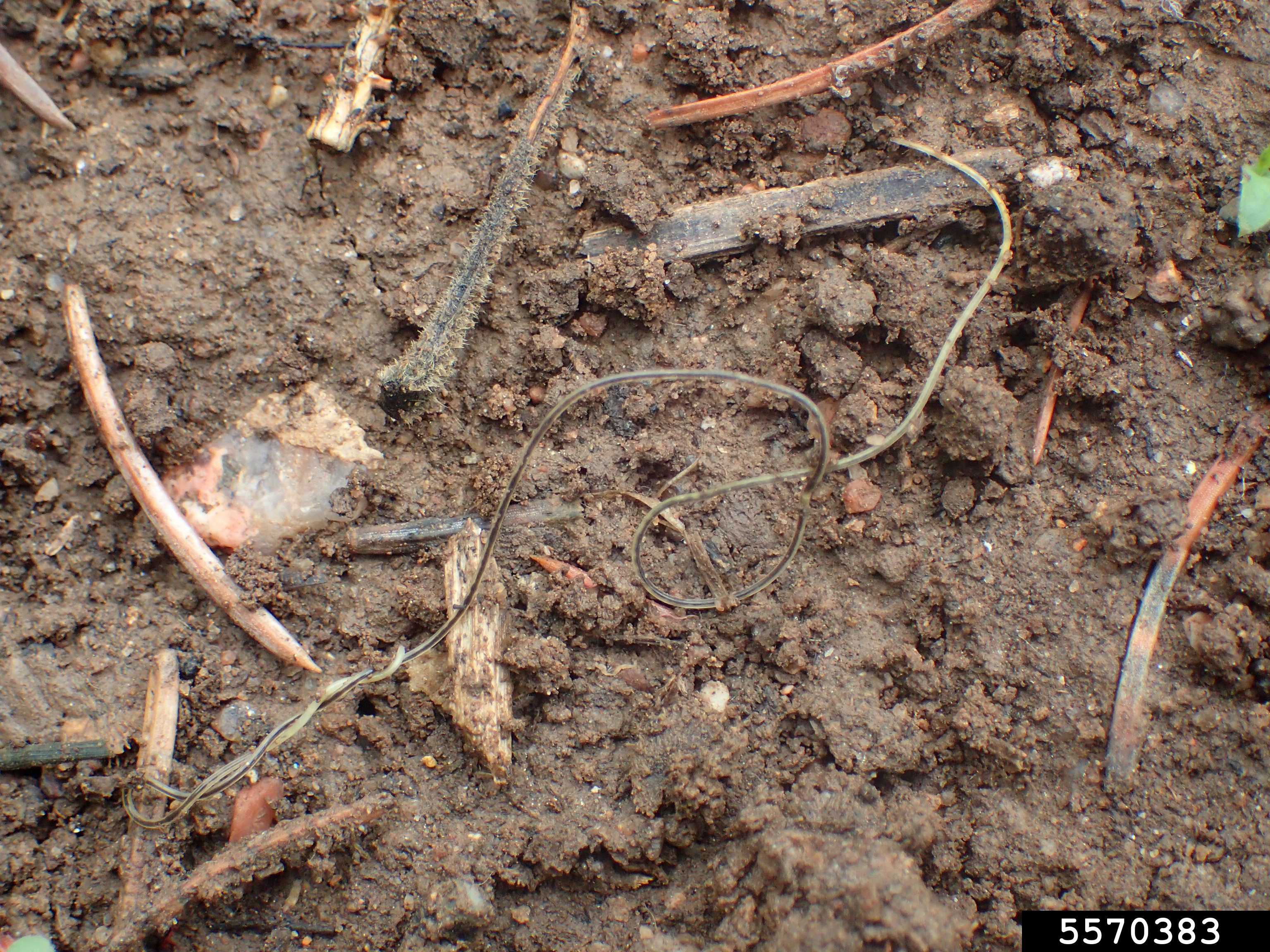
Rondworm
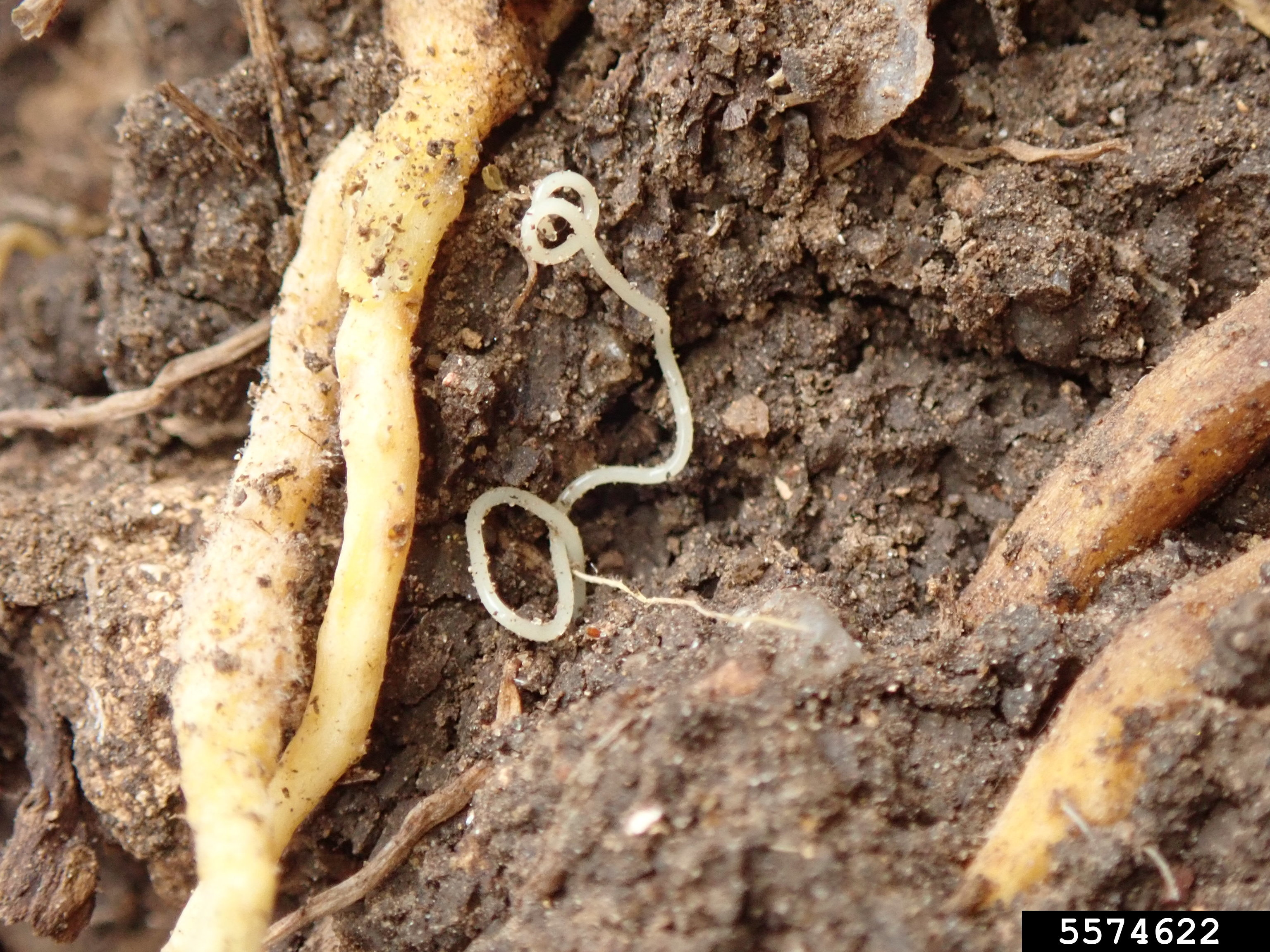
Dauerlarve
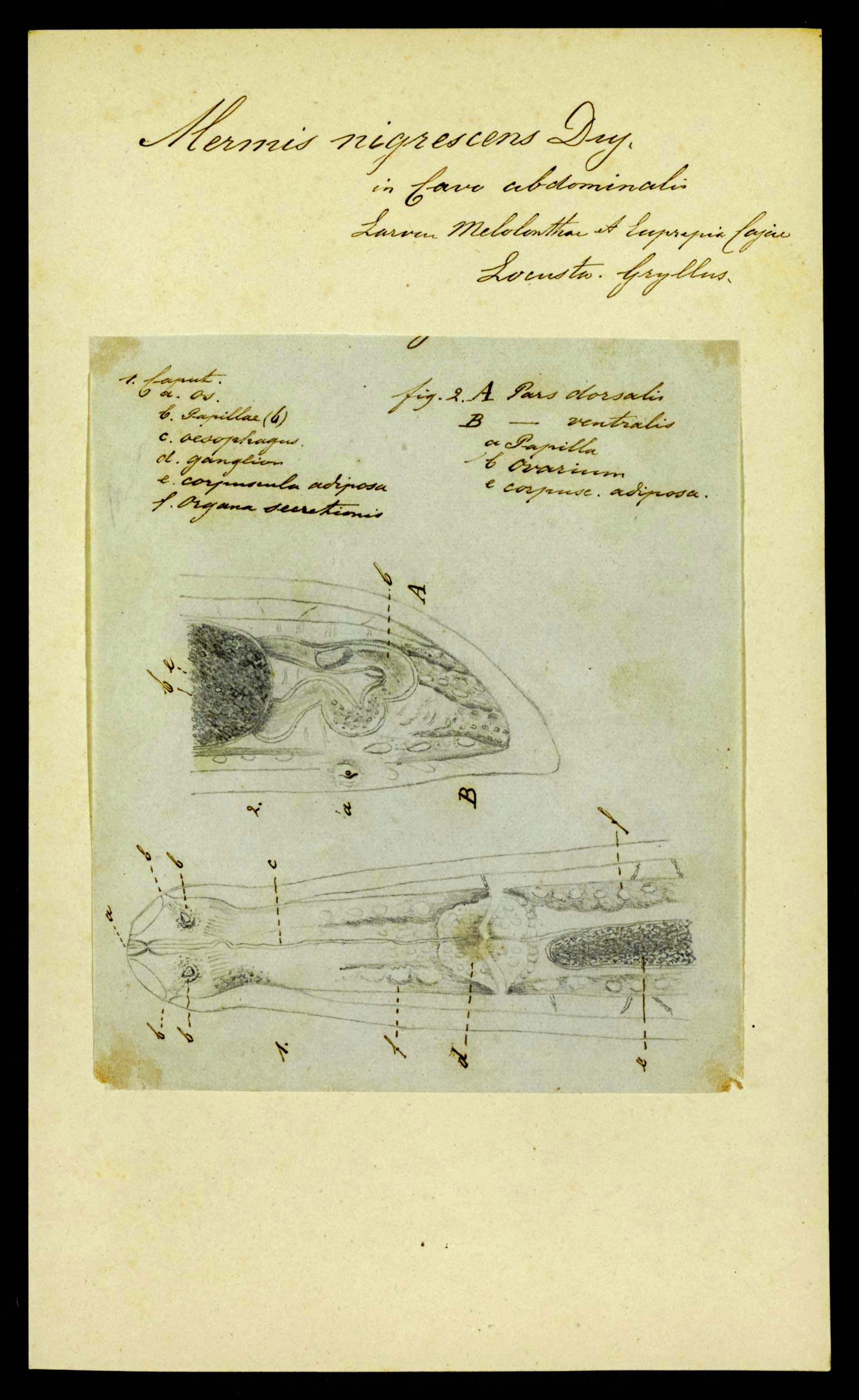
Voorste gedeelte en staart

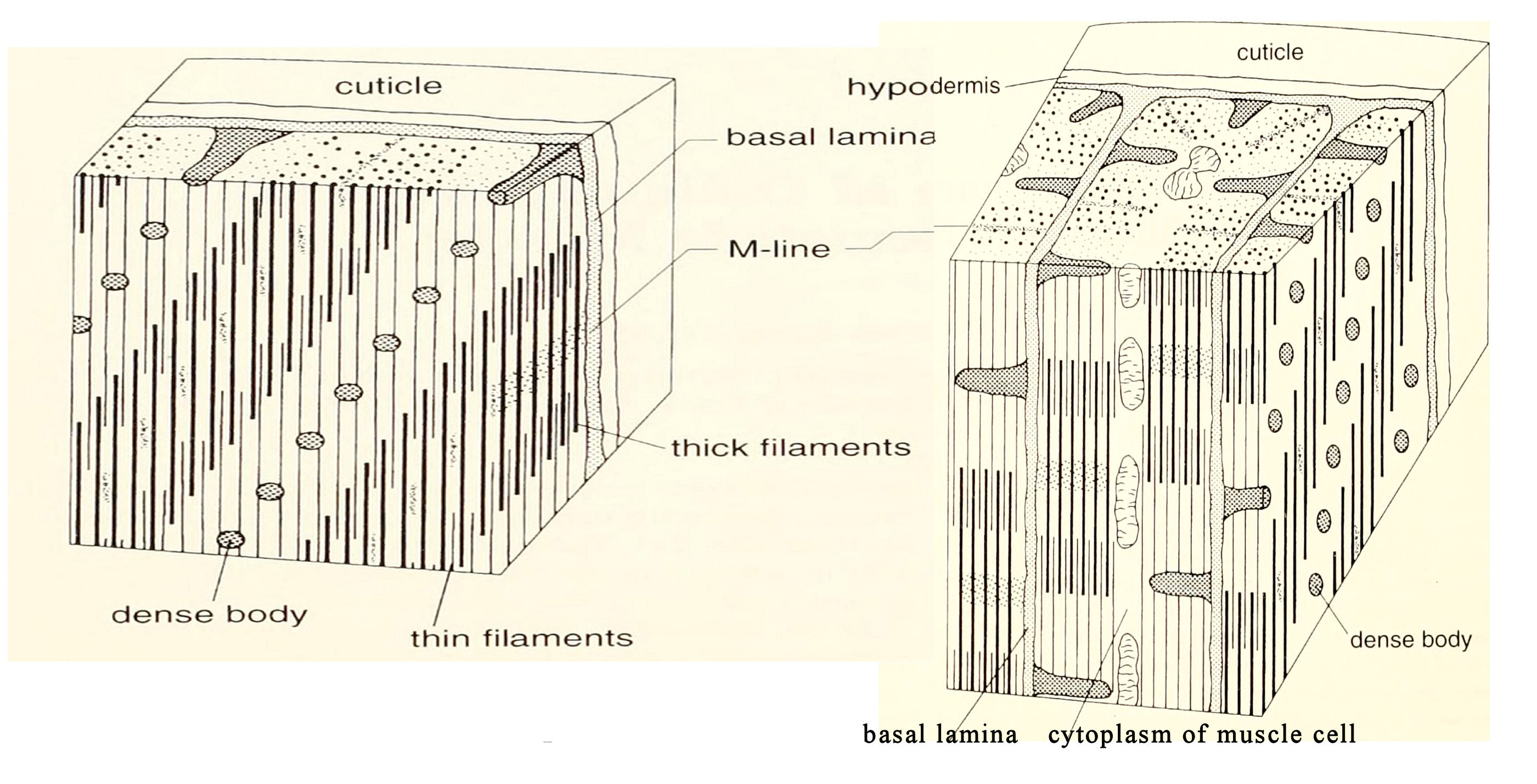
Spierlaag bij Mermis nigrescens (coelomyariaan) (rechts) en Caenorhabditis elegans (platymyariaan) (links). De M-line is het middelste deel van een myofibril

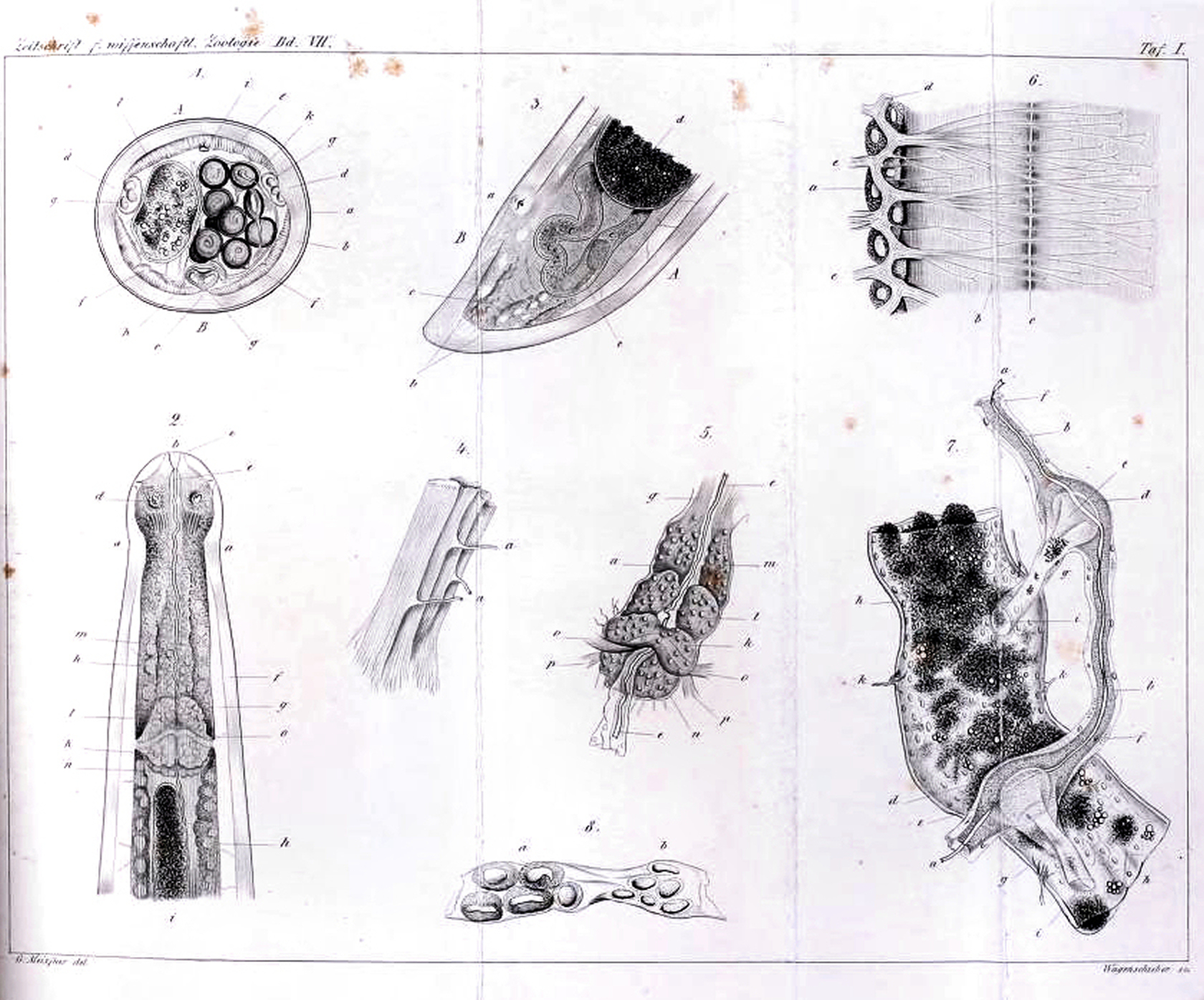
Fig. 1. Dwarsdoorsnede ongeveer in het midden van het lichaam. Fig. 2. Kopeind. Fig. 3. Staarteind Fig. 4. Enkele spiervezels. Fig. 5. Hersenen (Kopganglien en zenuwring) Fig: 6. Zenuwen verbonden met de spieren. Fig. 7. Verteringsstelsel. Fig. 8. Uitscheidingsorgaan.
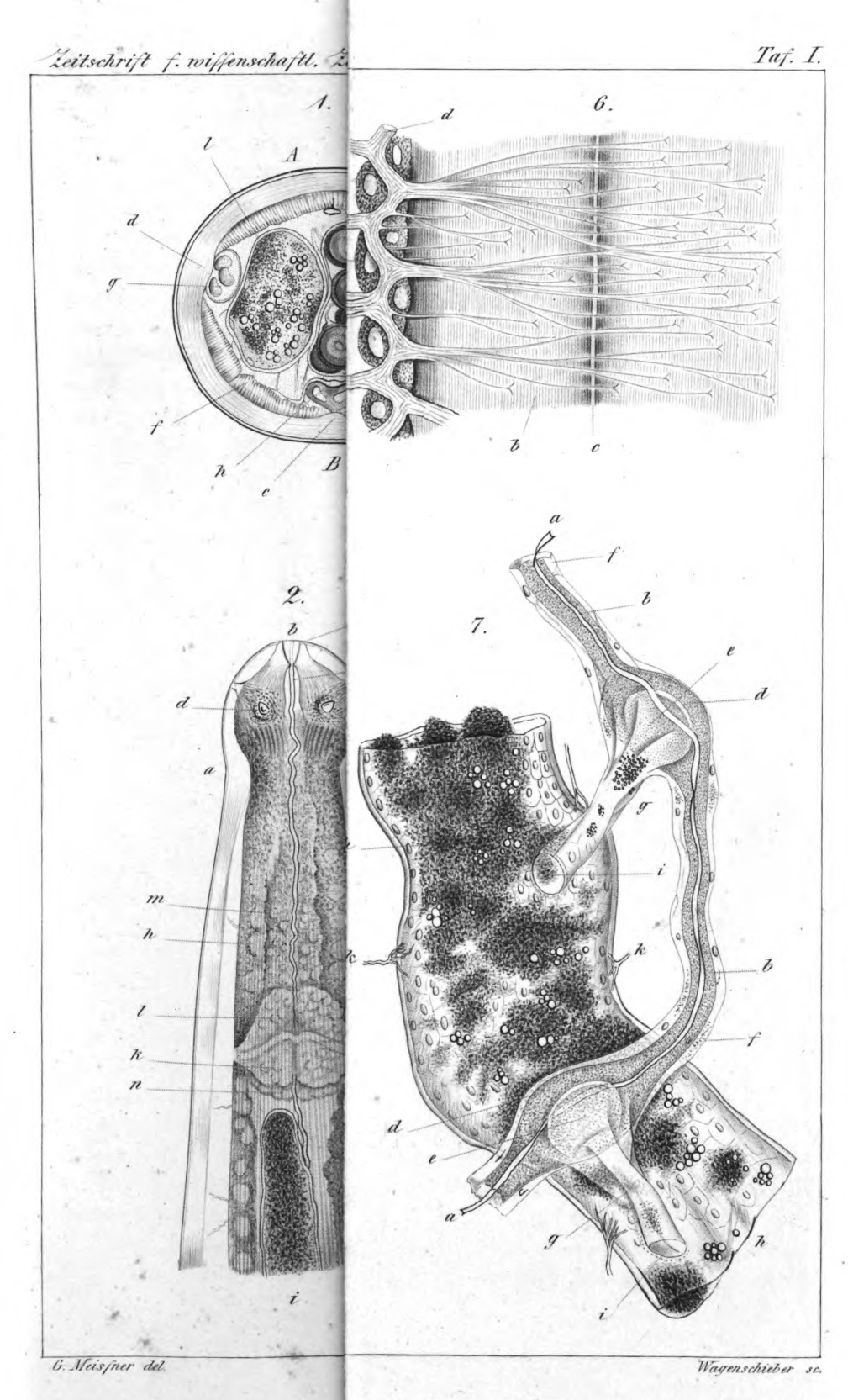
Fig. 1. Dwarsdoorsnede ongeveer in het midden van het lichaam. Fig. 2. Kopeind. Fig: 6. Zenuwen verbonden met de spieren. Fig. 7. Verteringsstelsel.

- Legenda: Fig. 1. Dwarsdoorsnede van Mermis nigrescens, ongeveer in het midden van het lichaam, A rugzijde;  B buikzijde; a cuticula en vezellaag, b corium (dermis); c longitudinale ribbels van het corium in de middellijn van de buik; d, d laterale longitudinale ribbels van het corium; e spierlaag van de rug; f f zij- of buikspierlagen; g g g de drie uitscheidingsorganen (celbuizen); h buikzenuwbaan; i rugzenuwbaan; baarmoeder gevuld met rijpe eieren; j vetlichaambuis. Fig. 2. Kop van M. nigr., Vanaf de buikzijde. a a zwakke insnijding, het dunste deel van het lichaam; ringvormige binnenwaartse uitstulping van het corium. Oorsprong van de spieren. Bruine zenuwband; b mondholte met mondopening; c ringvormige opening in het corium; d papillen (6); e slokdarm; f corium; g longitudinale spieren; h de twee laterale uitscheidingsorganen; i bovenste uiteinde van het vetlichaam, buis; keelring; Buikganglion van hetzelfde; l bruine kopganglia; m voorste kopganglia; n bovenste slokdarmganglion; o Wortels van de buikzenuwbaan. Fig. 3.  Staarteind van M. nigr., gezien vanaf de zijkant. A rugzijde; B buikzijde; a wrat met openingen in de huidlagen; b uiteinde van de cellenbuis; d uiteinde van de vetlichaambuis; e draaiing van de eierstok. Fig. 4. Enkele spierbanen (primitieve spierbundels), sterkere vergroting, a zenuwvezels met terminale driehoeken. Fig. 5. Hersenen (hoofdganglia en slokdarmring) geïsoleerd, gezien vanaf de buikzijde. (De letters die de ganglia kenmerken, komen overeen met die in Fig. 2.) a omhulsel van de hersenen; e slokdarm, omgeven door de binnenste en buitenste buis; k onder(buik-): ganglion van de slokdarmring; 1 achterste kopganglia; m voorkopganglia; n bovenste (rug-): ganglion van de slokdarmring; o wortels van de buikzenuwbaan; p wortels van de ruggenmergbaan; q vezelstrengen, die voortkomen uit de voorste kopganglia van voren ontspringen en naar de zes papillen gaand. Fig. 6. Zenuwverbreding op de spieren. a cellenbuis van de buik; b laterale of buikspierlaag; c middelste groef in hetzelfde; d buikzenuwbaan; e zijtakken van hetzelfde. Fig. 7. spijsverteringsstelsel. a slokdarmgroef (halfkanaal); b binnenste buis, die de slokdarm omgeeft, gevuld met sponsachtige substantie; d d zwelling van de binnenste buis; e e maagholte van binnen hetzelfde; f buitenste buis met vergrote kernen; g zijkanalen daarvan, die ontspringen over de maagholten en uitmonden in h vetlichaambuis; i met openingen erin, waar de zijkanalen uitmonden; k zenuwvezels. Fig, 8. Cellenbuis sterkere vergroting. a  met cellen met grote worstvormige glanzende kernen; b verder veranderde cellen.

## Levenscyclus

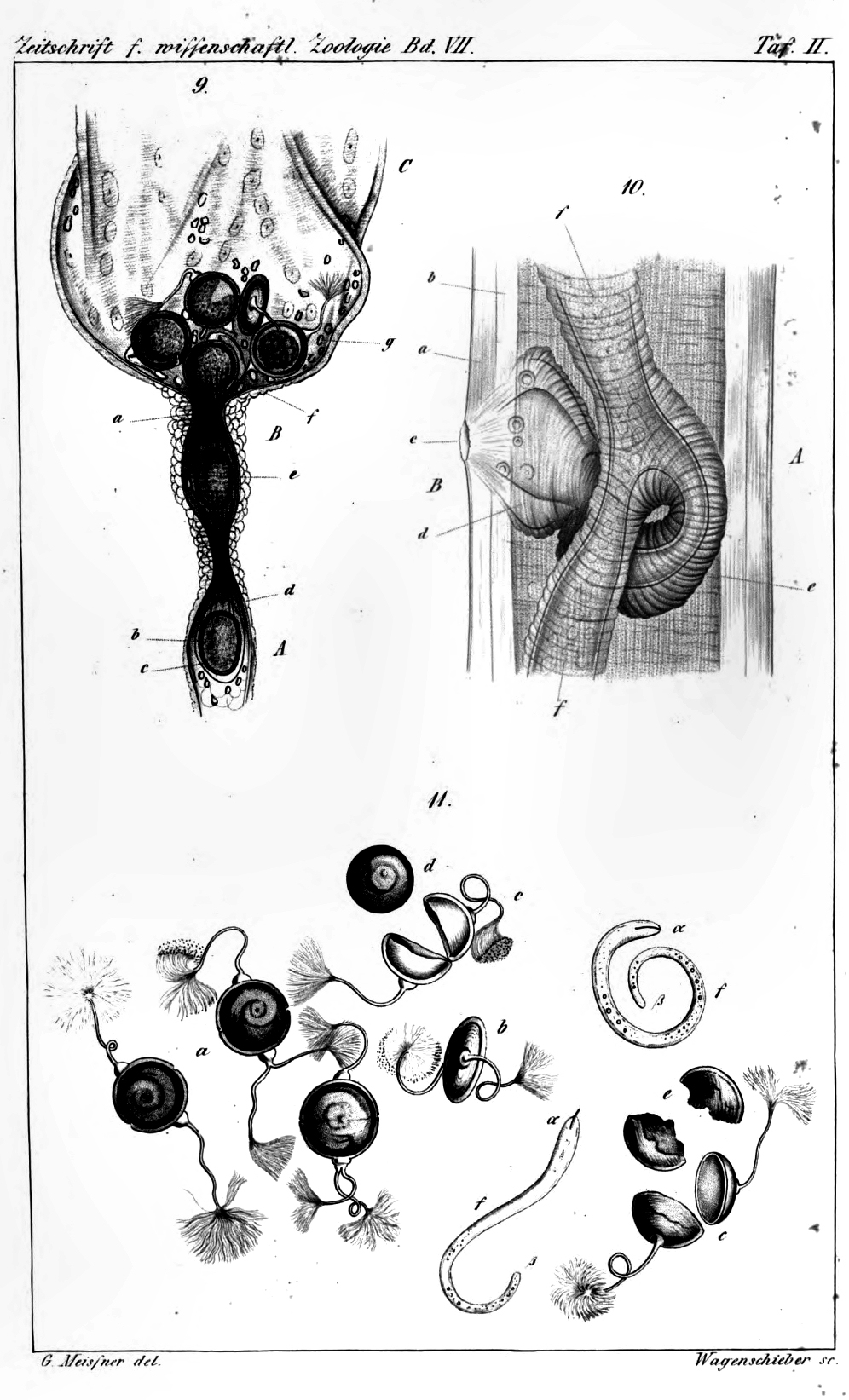
Links boven: eileider met rijpe eieren, rechts boven: c=vulva en e=vagina, f=baarmoeder, onder:eieren met bissi

Mermis nigrescens leeft in de vloeistof van de lichaamsholte (coeloom) van de sprinkhaan. De volwassen vrouwtjes leggen in het voorjaar tijdens regen of dauw hun 0,05 mm grote, bruine of roodachtig bruine eieren op de bladeren en als de sprinkhanen hiervan eten worden ze geïnfecteerd. De eieren zijn in het midden iets vernauwd en hebben aan de polen vertakte filamenten (byssus, meervoud byssi). De filamenten zijn vertakkingen van het eiwitmembraan van het ei. Als de bladeren opdrogen hechten de filamenten zich aan het blad. Na inname door de sprinkhaan komen de eieren snel uit en kruipen de larven met behulp van hun stilet door de darmwand en komen in de lichaamsholte van de sprinkhaan. Door de aanwezigheid van de larven wordt de ontwikkeling van de eierstokken geremd en gaat, voor of nadat de larven de sprinkhaan hebben verlaten, de sprinkhaan dood. De L2- en L3 larve voeden zich met voedingsstoffen uit de vloeistof in de lichaamsholte en nemen via de cuticula glucose op. De L2-larven zijn 0,24 mm lang en na negen dagen 0,25-0,33 mm lang, op de elfde dag 1,2-1,5 mm lang, op de twintigste dag 5,6 mm lang, op de tweeëndertigste dag 25 mm lang en op de zevenendertigste dag 50 mm lang. Als er veel larven in de sprinkhaan voorkomen of als deze klein is, kunnen ze trager groeien of door gebrek aan voedsel zelfs doodgaan. De sprinkhanen kunnen tijdens hun leven meerdere eieren binnenkrijgen, soms wel honderden wat een voortijdige dood tot gevolg kan hebben. De vrouwtjes blijven meestal maximaal 10 weken in de sprinkhaan. Daarna graven ze zich in de grond tot een diepte van 15–45 cm diep. Na 4 - 5 maanden in de grond is de L3-larve via de L4-larve volwassen. Ze kunnen echter ook als L3-dauerlarve tot drie jaar, maar meestal twee jaar, in de grond overblijven. In het voorjaar kruipt het vrouwtje uit de grond. Het volwassen vrouwtje eet niet.

## Wijze van voortbewegen
Mermis nigrescens vertoont positieve fototropie; wanneer zij licht met zijn oog waarneemt, beweegt zij zich ernaartoe. Andere rondwormen met ogen hebben een negatieve fototropie en bewegen van licht weg. De Mermis nigrescens-larve heeft, voordat zijn oog zich heeft ontwikkeld, ook een zwakke negatieve fototropie. Dit gedrag zorgt ervoor dat de larve de grond inkruipt en het volwassen vrouwtje juist de grond uitkruipt.
De rondworm beweegt op een voor rondwormen unieke manier. De voorste punt van het lichaam met het oog, zwaait horizontaal en verticaal heen en weer, terwijl het "nek"-gebied net erachter zich langzaam buigt. Op deze manier neemt de rondworm licht waar en bepaalt het zijn bewegingsrichting. In plaats van golvend zoals rondwormen over het algemeen doen, beweegt deze soort zijn lichaam meer als een spanrups met verschillende onafhankelijke gedeelten, waarbij hij zich met sommige gedeelten van een object afduwt, terwijl anderen gedeelten omhoog geduwd worden. Hij kruipt ook op zijn buikoppervlak, net als een slang, in plaats van als een typische rondworm op zijn zijkant.